# Evangelische Kirche (Neustädtles)
Die Evangelische Kirche Neustädtles befindet sich in Neustädtles, einem Stadtteil von Nordheim vor der Rhön im unterfränkischen Landkreis Rhön-Grabfeld in Bayern.
Die Kirche gehört zu den Baudenkmälern von Nordheim vor der Rhön und ist unter der Nummer D-6-73-147-43 in der Bayerischen Denkmalliste registriert. Sie gehört zum Evangelisch-Lutherischen Dekanat Bad Neustadt an der Saale im Kirchenkreis Ansbach-Würzburg der Evangelisch-Lutherischen Kirche in Bayern.

## Geschichte
Bevor es in Neustädtles ein evangelisches Gotteshaus gab, wurden die evangelischen Gottesdienste im unteren Zimmer des Herrschaftshauses der Familie von Soden abgehalten. Die Familie beschloss bereits 1796 den Bau einer evangelischen Kirche, die aber wegen der Kriegszeiten zurückgestellt werden mussten.
Die evangelische Kirche von Neustädtles konnte erst 1856 eingeweiht werden. Eine eigene kirchenherrschaftliche Liturgie wurde ebenso eingeführt wie auch das im Jahr 1790 vom Reichsgräflich von Soden'schen Pfarrer M. David Krais gesammelte und gedruckte Gesangbuch „Sammlung Geistlicher Gesänge“.
Bei der Kirche handelt es sich um einen rechteckigen Saalbau mit Satteldach und westlichem Dachreiter. Der Kirchenbau verfügt über drei Fensterachsen und ein Türmchen. Innen findet sich in der Kirche eine Kassettendecke. Der Kanzelaltar verfügt über einen Schalldeckel. Auf 15 Bildern sind die Apostel dargestellt, von denen einige doppelt und daher unvollständig sind. Der Patronatsstuhl zeigt das Wappen der Familie von Soden.